# Борн, Хенрик
Хенрик Борн (нем. Hendrik Born; 5 июля 1944, Лёц, Померания, Третий рейх — 2 августа 2021) — военачальник ГДР. Командующий Военно-морскими силами ГДР (Фольксмарине) с 1989 по 1990 год, вице-адмирал (1989).

## Биография
Отец Борна после своего возвращения из советского плена в 1950 году работал на железной дороге. Вскоре семья переехала в Штральзунд, где Хенрик окончил школу.
29 августа 1963 года поступил в Высшую Офицерскую Школу ВМС им. Карла Либкнехта, которую окончил 1 октября 1967 года с присвоением звания лейтенант цур Зее. Во время учёбы вступил в СЕПГ. В 1967—1970 годах служил офицером-корректировщиком огня на сторожевых кораблях проекта 50 в 4-й флотилии в Варнемюнде. В 1970—1972 годах командовал минным тральщиком класса Кондор-2 № 345 «Риеса». 7 октября 1972 года присвоено звание капитан-лейтенант. В том же году Борн направлен на учёбу в Военно-морскую академию им. К. Е. Ворошилова в Ленинград. В Ленинграде он встретил Инессу Андреевну Комкову, которая вскоре стала его женой. В 1976 году с отличием закончил обучение и вернулся в ГДР, где был назначен командиром сторожевого корабля № 142 проекта 1159 типа Дельфин, который должен был прибыть из СССР. Этот корабль, получивший название «Берлин», прибыл в ГДР и вошёл в состав Фольксмарине только в мае 1979 года, но возглавил его уже другой офицер. А Борн и его команда в ожидании корабля жили до 1978 года на блокшиве 4-й флотилии в гавани Варнемюнде. В 1978 году назначен на должность руководителя рабочей группы по оперативной работе в штабе 4-й флотилии (Leiter der Arbeitsgruppe operative Arbeit in den Stabsdienst der 4. Flottille). Участвовал в подготовке военно-морской составляющей больших манёвров стран-участниц ОВД «Братство по оружию 80». 7 октября 1980 года получил очередное воинское звание фрегатен-капитан. В 1981 году недолго занимал должность руководителя подотдела по оперативной работе в штабе 4-й флотилии. В 1981—1983 годах служил начальником штаба и заместителем командира 4-й бригады охраны побережья (Stellv. u. Stabschef der 4. Sicherungsbrigade). В 1983—1984 занимал должность начальника штаба и заместителя командующего 1-й флотилией в Пенемюнде. 1 декабря 1984 года возглавил флотилию. 1 марта 1985 года присвоено воинское звание капитана цур Зее, а 7 октября 1988 года — контр-адмирал. Был самым молодым контр-адмиралом в Фольксмарине. В августе 1988 года руководил дружественным визитом кораблей восточногерманского флота в Гётеборг, в гости к шведскому флоту.
После того как адмирал Теодор Хофман занял пост Министра Национальной Обороны, Хенрик Борн был назначен на освободившуюся должность командующего Фольксмарине. 11 декабря 1989 года присвоено воинское звание вице-адмирал.
2 октября 1990 года отправлен в отставку. После объединения Германии несколько недель служил гражданским советником у адмирала флотилии Бундесмарине Дирка Хортена, который принял командование над тем, что осталось от ВМС ГДР. Некоторое время работал на бременской верфи Bremer Vulkan, позже устроился в фирму «MAN Turbo AG» менеджером по продажам в регионе Каспийского моря.
Скончался 2 августа 2021 года.

## Воинские звания
- Лейтенант цур Зее — 1 октября 1967 года;
- Капитан-лейтенант — 7 октября 1972 года;
- Корветтен-капитан — 1 октября 1976 года;
- Фрегатен-капитан — 7 октября 1980 года;
- Капитан цур Зее — 1 марта 1985 года;
- Контр-адмирал — 7 октября 1988 года;
- Вице-адмирал — 11 декабря 1989 года.